# Swiza
Swiza è un'azienda svizzera produttrice di orologi e coltelli.

## Storia
Swiza nasce da Louis Schwab nel 1904.
Nel 1918 viene lanciata la campana Levtoi, che si diffonde in tutto il mondo.
Il fondatore muore nel 1935.
La casa si specializza nella realizzazione di grandi orologi come sveglie da tavolo, specie a seguito del meccanismo con riserva di carica di 8 giorni, chiamato Cal. 8 e montato sulle più comuni sveglie e pendolette del marchio, che nel corso dei decenni assumono anche forme piuttosto bizzarre e particolare, come chiavi, lampade eccetera.
Il marchio viene importato in Italia da Binda, azienda già nota per la commercializzazione di Longines e per aver creato il marchio Vetta.

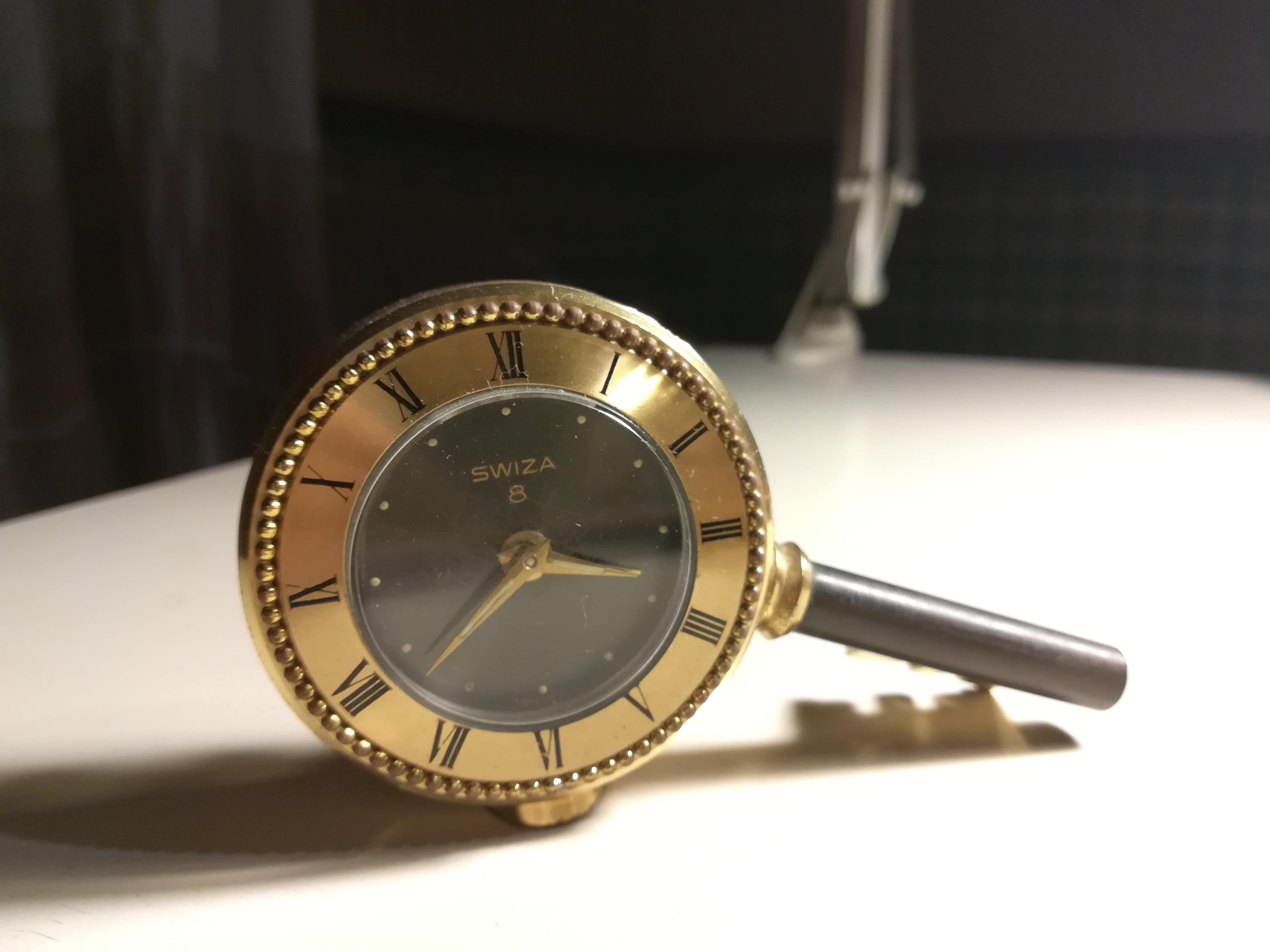
Orologio da tavolo Swiza, metà anni '70

A partire dalla metà degli anni Settanta inizia a dotare le proprie sveglie anche di meccanismi con tecnologia al quarzo.
Nel 1991 Swiza acquisisce Matthew Norman, altra azienda specializzata nella realizzazione di orologi da viaggio e da muro.
Nel 2009 viene acquistata dalla holding svizzera Mecap.